# Melitta sibirica
Melitta sibirica is een vliesvleugelig insect uit de familie Melittidae. De wetenschappelijke naam van de soort is voor het eerst geldig gepubliceerd in 1888 door Morawitz.